# Bembecia bestianaeli
Bembecia bestianaeli is een vlinder uit de familie wespvlinders (Sesiidae), onderfamilie Sesiinae.
Bembecia bestianaeli is voor het eerst wetenschappelijk beschreven door Capuse in 1973. De soort komt voor in het Palearctisch gebied.